# Campanularia nodosa
Campanularia nodosa är en nässeldjursart som beskrevs av Eberhard Stechow 1923. Campanularia nodosa ingår i släktet Campanularia och familjen Campanulariidae. Inga underarter finns listade i Catalogue of Life.